# ویلیام وستمورلند
 ویلیام وستمورلند (انگلیسی: William Westmoreland؛ ۲۶ مارس ۱۹۱۴ – ۱۸ ژوئیهٔ ۲۰۰۵) ژنرال نیروی زمینی ایالات متحده آمریکا بود، که از سال ۱۹۶۴ تا ۱۹۶۸ فرمانده نیروهای ایالات متحده در طول جنگ ویتنام بود و در فاصله سال‌های ۱۹۶۸ تا ۱۹۷۲ به‌عنوان بیست و پنجمین رئیس ستاد نیروی زمینی ایالات متحده آمریکا فعالیت می‌کرد.
در ویتنام، وستمورلند استراتژی فرسایشی را علیه ویت کنگ‌ها و ارتش ویتنام شمالی اتخاذ کرد تا آنها را از نیروی انسانی و تدارکات تهی کند. او همچنین از برتری ایالات متحده در توپخانه و نیروی هوایی، که در رویارویی‌های تاکتیکی و بمباران استراتژیک بی‌وقفه ویتنام شمالی به کار گرفته می‌شد، استفاده کرد.
با گذشت زمان و عدم موفقیت، حمایت عمومی از جنگ، به ویژه پس از نبرد خه سان و حمله تت در سال ۱۹۶۸، کاهش یافت. هنگامی که او به عنوان رئیس ستاد ارتش منصوب شد، نیروهای نظامی آمریکا در ویتنام به اوج ۵۳۵۰۰۰ پرسنل رسیده بودند.
استراتژی وستمورلند در نهایت از نظر سیاسی و نظامی ناموفق بود.  افزایش تلفات آمریکایی‌ها و سربازگیری، حمایت آمریکایی‌ها از جنگ را تضعیف کرد، در حالی که تلفات گسترده در میان غیرنظامیان، حمایت ویتنام جنوبی را تضعیف کرد.